# Bischofimyia atra
Bischofimyia atra là một loài ruồi trong họ Tachinidae.